# Galería de arte moderno (Florencia)
La Galería de arte moderno es una galería ubicada en el Palacio Pitti, en Florencia. Ocupa el segundo piso del complejo arquitectónico, dentro del cual se divide en 30 salas (incluyendo las del cuerpo del edificio y las del ala lateral norte). El complejo, incluyendo el salón de baile y otras seis salas, originalmente pertenecían al Barrio Borbónico.
La vasta colección de la galería ofrece un panorama completo sobre la época del neoclasicismo italiano de a finales del siglo XVIII, centrada en la pintura italiana e importantes ejemplos extranjeros. Estas se exponen en orden cronológico en el ala norte del palacio, donde ocasionalmente vivieron representantes de la Casa de Saboya. Aquí también se encontraba ubicada la Biblioteca Palatina, que fue fusionada con la Biblioteca Magliabechiana, así como una parte en el entrepiso, que estaba centrada a la decoración.
En 2013 el complejo museístico del Palacio Pitti (que incluye la Galería de arte moderno, la Galería Palatina y apartamentos monumentales) se posicionó como el decimotercer lugar estatal italiano más visitado, con una cantidad de 386 993 visitantes e ingresos de 1 983 028, 75 euros. En 2016 la cantidad de visitantes fue de 400 626.

## Historia
La colección de la pinacoteca se formó en la segunda mitad del siglo XIX, a partir de la obras recogidas por la Academia de Artes y Diseño durante los concurso que esta realizaba. Esta colección fue expuesta en la galería de la Academia y luego se enriqueció con la fusión de numerosas colecciones de arte de la ciudad, como la de Diego Martelli, adquirida en 1897. La apariencia de las salas data de entre 1972 y 1979, aunque también se llevaron a cabo restauraciones en 2005. La colección goza de una disciplina jurídica particular, con un acuerdo entre el Estado y el Municipio de Florencia.

## Obras principales
El itinerario expositivo empieza con el neoclasicismo, con algunas obras de Pietro Benvenuti, como El juramento de los sajones; de Giuseppe Bezzuoli, como La entrada de Carlos VIII y por Francesco Hayez el lienzo Sansone, de 1842. Las esculturas más importantes de las primeras salas son Calíope, de Antonio Canova; Psique, de Pietro Tenerani y el famoso Abel de Giovanni Dupré .
Existen numerosas pinturas de temas históricos, contemporáneos y antiguos que documentan este aspecto de la cultura artística del resurgimiento italiano, entre las pinturas más importantes está La expulsión del duque de Atenas de Stefano Ussi.
Entre las obras más conocidas se encuentran las pertenecientes a la escuela Macchiaioli, la anticipación italiana del impresionismo, provenientes en gran parte de las colecciones de Diego Martelli, quien fue crítico de arte y amigo de los principales exponentes de esta corriente. Los Macchiaioli, con su investigación innovadora sobre la luz y la aplicación del color «en manchas», desarrollaron su lenguaje artístico junto a las vanguardias franceses. Entre los directores de esta escuela está Giovanni Fattori, con obras tanto históricas como de paisajes de la Maremma, entre ellos el Autorretrato, El campo italiano después de la batalla de Magenta, La prima Argia, El personal, La rotonda palmieri y el Retrato de la hijastra.
Entre los cuadros más significativos de Silvestro Lega están Il canto dello stornello y La visita a la enfermera. Mientras que de Telemaco Signorini  figuran obras como Leith.
Entre las obras también se encuentran algunas de Giovanni Boldini, Federico Zandomeneghi, Francesco Podesti, Niccolò Cannicci, Antonio Donghi, Giorgio Morandi, Filippo de Pisis y los futuristas Giacomo Balla y Filippo Marinetti, Elisabeth Chaplin. También hay obras de escultura, como las de Adriano Cecioni y grabados.
Entre 1978 y 2006 se completó la donación del patrimonio gráfico, pictórico y documental del taller de Pietro Saltini.
La galería también contiene una colección de obras relacionadas con el tema del resurgimiento.